# Zeromancer
Zeromancer – norweski zespół grający połączenie rocka industrialnego i muzyki elektronicznej. Powstał w 2000 r. w wyniku rozpadu grupy Seigmen.

## Skład zespołu

### Aktualni członkowie
- Alex Møklebust – śpiew
- Kim Ljung - gitara basowa, chórki
- Noralf Ronthi - perkusja
- Dan Heide - gitara
- Lorry Kristiansen - instrumenty klawiszowe

### Byli członkowie
- Chris Schleyer - gitara (1999-2003)
- Erik Ljunggren - instrumenty klawiszowe (1999-2003)

## Dyskografia

### Albumy studyjne
- 2000 - Clone Your Lover
- 2001 - Eurotrash
- 2003 - ZZYZ
- 2009 - Sinners International
- 2010 - Death Of Romance
- 2013 - Bye Bye Borderline
- 2021 - Orchestra Of Knives

### Single
- 2000 - Clone Your Lover
- 2001 - Doctor Online
- 2001 - Need You Like A Drug
- 2003 - Famous Last Words
- 2007 - Doppelganger I Love You
- 2007 - I'm Yours To Lose

### Video
- 2000 - Clone Your Lover
- 2001 - Doctor Online
- 2003 - Erotic Saints
- 2007 - Doppelganger I Love You